# 布尔根兰州罗尔
布尔根兰州罗尔是奥地利布尔根兰州居辛县的一个市镇。总面积8.38平方公里，总人口393人，人口密度46.9人/平方公里（2001年）。